# 科龙
科龙（法語發音：[kɔʁɔ̃] ⓘ）是法国曼恩-卢瓦尔省的一个市镇，位于该省南部，属于绍莱区。

## 地理
科龙（47°7'39"N, 0°38'39"W）面积31.49 平方千米，位于法国卢瓦尔河地区大区曼恩-卢瓦尔省，该省份为法国西部内陆省份，大致对应安茹地区，北起顺时针与马耶讷省、萨尔特省、安德尔-卢瓦尔省、维埃纳省、德塞夫勒省、旺代省、大西洋卢瓦尔省和伊勒-维莱讷省接壤。
与科龙接壤的市镇（或旧市镇、城区）包括：尚特卢莱布瓦、拉普兰、沃赞、利斯-上莱永、安茹地区舍米耶。

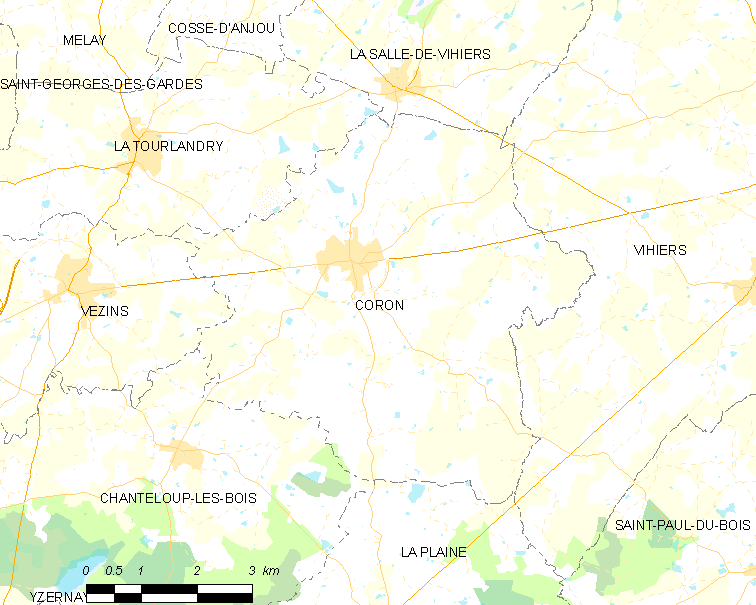
科龙的OSM定位图

科龙的时区为UTC+01:00、UTC+02:00（夏令时）。

## 行政
科龙的邮政编码为49690，INSEE市镇编码为49109。

## 政治
科龙所属的省级选区为绍莱第二县。

## 人口

1962-2008年间科龙人口变化图示

科龙于2022年1月1日时的人口数量为1575人。